# Лавриненко Сергій Микитович
Сергій Микитович Лавриненко (нар. 30 березня 1956, місто Харків Харківської області) — український радянський діяч, наладчик Харківського механічного заводу. Депутат Верховної Ради УРСР 11-го скликання. 

## Біографія
Освіта середня.
У 1973—1976 роках — шліфувальник Харківського заводу «Світло шахтаря».
З 1976 року — токар, наладчик Харківського механічного заводу.
Член КПРС з 1979 року.
Потім — на пенсії в місті Харкові.

## Нагороди
- ордени
- медалі
- лауреат премії Ленінського комсомолу